# Переволочье
 Переволочье — деревня в Смоленской области России, в Руднянском районе. Расположена в западной части области в 6 км к северу от районного центра, и в 1,5 км от автодороги Р130 Демидов−Рудня). Население — 284 жителя (2012 год). Административный центр Переволочского сельского поселения.

## История
Название произошло от слов волок, переволок. В древности здесь была часть пути из варяг в греки (суда перетаскивались из реки Березина в озеро Большое Рутавечь и далее уже водным путём в Касплю).
В годы Великой Отечественной войны в деревне находился фашистский концлагерь для советских военнопленных.

## Достопримечательности
- В деревне родился Герой Советского Союза Трудолюбов В.И.
- Городище тушемлинских племен третьей четверти I тысячелетия н.э. в 1 км западнее деревни.